# Jelgava (comune)
Jelgava è stato un comune della Lettonia appartenente alla regione storica della Semgallia di 27.276 abitanti (dati 2009) Dal 2021 è stato sostituito dalla nuova municipalità di Jelgava.

## Località
Il comune è stato istituito nel 2009 ed era formato dalle seguenti località:
- Eleja
- Glūda
- Jaunsvirlauka
- Lielplatone
- Līvbērze
- Platone
- Sesava
- Svēte
- Valgunde
- Vilce
- Vircava
- Zaļenieke
- Kalnciems

Il centro amministrativo era la città di Jelgava che non era compresa nel territorio comunale in quanto città repubblicana autonoma.